# Elisabeta de Luxemburg (1901–1950)

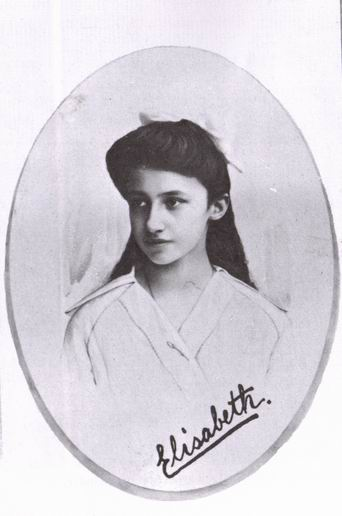
Prințesa Elisabeta de Luxemburg

Prințesa Elisabeta de Luxemburg, Elisabeth Marie Wilhelmine de Nassau-Weilburg, Princesse de Luxembourg (7 martie 1901 – 2 august 1950) a fost membră a Casei de Nassau-Weilburg și Prințesă de Luxemburg prin naștere și membră a Casei de Thurn și Taxis și Prințesă de Thurn și Taxis prin căsătoria cu Prințul Ludwig Philipp de Thurn și Taxis.

## Biografie

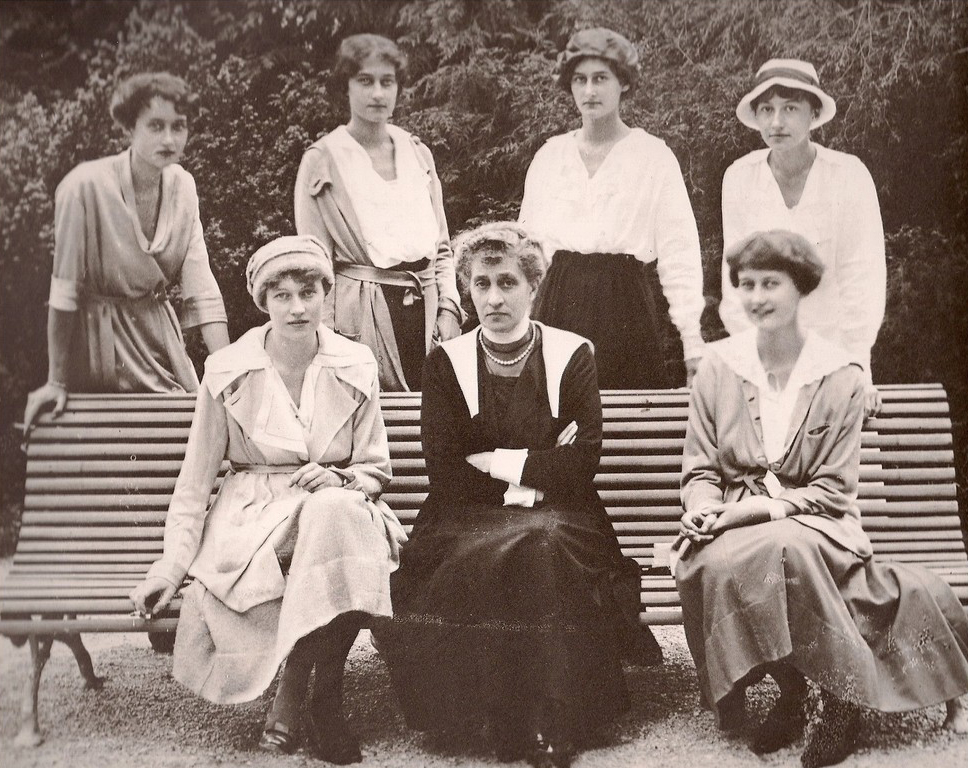
Infanta Marie Anne a Portugaliei și fiicele e, august 1920

Elisabeta a fost a cincea fiică din cele șase a lui William al IV-lea, Mare Duce de Luxemburg și a soției acestuia, Infanta Marie Anne a Portugaliei.  Două dintre surorile mai mari ale Elisabetei au domnit ca suverane ale Marelui Ducat de Luxemburg: Marie-Adélaïde și Charlotte. Celelalte trei surori au fost: Hilda, Antoinette și Sofia.

### Căsătorie și copii
Elisabeta s-a căsătorit la 14 noiembrie 1922, la Hohenburg, Bavaria, cu Prințul Ludwig Philipp de Thurn și Taxis, al patrulea fiu al lui Albert, al 8-lea Prinț de Thurn și Taxis și a soției acestuia, Arhiducesa Margareta Clementina de Austria. Elisabeta și Ludwig Philipp au avut doi copii:
- Prințul Anselm de Thurn și Taxis (14 aprilie 1924 – 25 februarie 1944)[1][2]
- Prințesa Iniga de Thurn și Taxis (25 august 1925 – 17 septembrie 2008)[1][2]